# Fintandad haj
Fintandad haj (Carcharhinus isodon) är en art i familjen gråhajar (Carcharhinidae).
Den förekommer i västra Atlantiska oceanen mellan latituderna 42° nordlig och 38° sydlig bredd. Längden går upp till ungefär 1,9 meter. Denna haj lever vanligtvis tät vid kustlinjen och bildar större grupper.
Hajens föda består huvudsakligen av benfiskar men även av bläckfiskar. Den fintandade hajen lägger inga ägg utan föder en till sex fullt utvecklade ungar. Dessa är vid födseln 51 till 64 cm långa.